# KG Band
KG Band (Krawczyk Grand Band) – polska grupa rockowo-bluesowa założona w 2002 roku w Łodzi przez Krzysztofa Jerzego Krawczyka (właściciela studia nagraniowego w Aleksandrowie Łódzkim) i współpracujących z nim muzyków.
Pierwsza płyta zatytułowana Ciągle pędzimy została wydana w 2003 pod nazwiskiem lidera grupy Krzysztofa Jerzego Krawczyka. W 2004 roku grupa podjęła współpracę z Mirą Kubasinską. Wśród muzyków przygotowujących materiał na kolejną płytę byli:
- Krzysztof Jerzy Krawczyk
- Zbigniew Nikodemski (m.in. Rezerwat)
- Zbigniew Frankowski
- Piotr Jełowicki
- Robert Hajduk (m.in. Proletaryat)
- Mira Kubasińska
- Marian Lichtman (m.in. Trubadurzy)
- Zbigniew Brzyszcz
- Tomasz Przewoźny

Materiał nie został ukończony z powodu śmierci Miry Kubasinskiej, płyta Sprzedawca Wiatru ukazała się w odmiennej formie, niż pierwotnie planowano. 
W 2007 roku ukazała się płyta Miracle zawierająca m.in. utwory zespołu Breakout wykonywane przez Mirę Kubasinską i KG Band na koncercie w 2005 roku.
15 czerwca 2021 zmarł Zbigniew Nikodemski.

## Dyskografia
- Ciągle pędzimy (2003)
- Sprzedawca Wiatru (2005)
- Miracle (Mira Kubasińska & KG Band) (2007)